# Седертеље
Седертеље (швед. Södertälje) град је у Шведској, у источном делу државе. Град је у оквиру Стокхолмског округа, где је други град по значају. Седертеље је истовремено и седиште истоимене општине.

## Природни услови
Град Седертеље се налази у источном делу Шведске и Скандинавског полуострва. Од главног града државе, Стокхолма, град је удаљен 35 км западно. Стога, се Седертаље може описати као насеље између обичног предграђа и самосталног града.
Рељеф: Седертеље се развило у области источног Седерманланда. Градско подручје је бреговито. Надморска висина града је 10-50 м.
Клима у Седертељу је континентална са утицајем мора и крајњих огранака Голфске струје. Стога су зиме блаже, а лета свежија у односу на дату географску ширину.
Воде: Седертеље је смештен је на истоименом Седертаљском каналу, који спаја језеро Меларен, треће по величини у Шведској, са Балтичким морем. Обе воде су удаљене десетак километара од града. Канал дели град на већи, западни и мањи, источни део.

## Историја
Иако је подручје града било насељено још у време праисторије, Седертеље је млад град за шведске услове. Све до средине 20. века то је било мало насеље.
Нагли развој Седертаље доживљава у другој половини 20. века са потребом „ослобађања“ суседног Стокхолма од притиска претераног досељавања. Тада је никло више плански насталих градова-предграђа у његовој околини.

## Становништво
Седертеље је данас град средње величине за шведске услове. Град има приближно 65.000 становника (податак из 2010. г.), а градско подручје, тј. истоимена општина има око 88.000 становника (податак из 2012. г.). Последњих деценија број становника у граду расте.
До средине 20. века Седертеље су насељавали искључиво етнички Швеђани. Међутим, са јачањем усељавања у Шведску, становништво града је веома шаролико, чак и за услове космополитске Шведске. Град има највећи удео „не-шведског“ становништва у држави, где досељеници из иностранства чине чак 29% становништва, а сваке године овај постотак се увећава за 1,5%. Од досељеника предњаче Сиријски Арапи (и то поглавито хришћани), потом Ирачки Арапи, Чилеанци, Југословени.

## Привреда
Данас је Седертеље савремени град са посебно развијеном индустријом, посебно аутомобилском (у граду су значајни погони „Сканије“ и „Фолксвагена“). Последње две деценије посебно се развијају трговина, услуге и туризам.

## Галерија
- Градска пешачка улица, Сторгатан
- Чувени покретни мост
- Градска кућа Седертеља